# Klemens (Papadopulos)
Klemens (gr. Επίσκοπος Κλήμης) (ur. 1966 r. w Dramie) – biskup Cerkwi Prawdziwych Prawosławnych Chrześcijan Hellady, od 2014 locum tenens morawskiej episkopii obejmującej Czechy, Słowację i Polskę.

## Życiorys
Ukończył teologię na Uniwersytecie w Thessalonice, otrzymując dyplom ze szczególnym wyróżnieniem. Po ukończeniu studiów w 1989 roku wstąpił do Bractwa Monasteru pw. św. męcz. Cypriana i Justyny (Fili, Attyka), gdzie zakończywszy nowicjat przyjął mnisze postrzyżyny. Chirotonię biskupią otrzymał 7 października 2007. W latach 2007 – 2014 był sekretarzem Świątobliwego Synodu Cerkwi uczestnicząc w zakończonych sukcesem pracach na rzecz zjednoczenia greckich starostylników. W 2014 roku wchodzi w skład czteroosobowej synodalnej Komisji ds. antyekumenicznej Misji poza Grecją  Decyzją  Synodu biskupów Cerkwi Prawdziwych Prawosławnych Chrześcijan Hellady, z dnia 17 maja 2014 roku, zostaje mianowany pełniącym funkcję administratora (locum tenes) nowo utworzonej Morawskiej Episkopii (Czechy, Słowacja i Polska).